# Macrosiphum equiseti
Macrosiphum equiseti är en insektsart som beskrevs av Holman 1961. I den svenska databasen Dyntaxa används istället namnet Sitobion equiseti. Enligt Catalogue of Life ingår Macrosiphum equiseti i släktet Macrosiphum och familjen långrörsbladlöss, men enligt Dyntaxa är tillhörigheten istället släktet Sitobion och familjen långrörsbladlöss. Arten är reproducerande i Sverige. Inga underarter finns listade i Catalogue of Life.